# Nazionale maschile under 18 di pallacanestro della Corea del Sud
La nazionale di pallacanestro sudcoreana Under-18 è una selezione giovanile della nazionale sudcoreana di pallacanestro, ed è rappresentata dai migliori giocatori di nazionalità sudcoreana di età non superiore ai 18 anni.
Partecipa a tutte le manifestazioni internazionali giovanili di pallacanestro per nazioni gestite dalla FIBA.

## Partecipazioni

### FIBA AsiaBasket Under-18
- 1970 -  3°
- 1972 -  3°
- 1974 -  2°
- 1977 - 7°
- 1980 - 7°

- 1982 -  3°
- 1984 -  1°
- 1986 - 4°
- 1989 - 5°
- 1990 - 9°

- 1992 -  2°
- 1995 -  1°
- 1996 - 4°
- 1998 - 9°
- 2000 -  1°

- 2002 -  3°
- 2004 -  2°
- 2006 -  2°
- 2008 - 6°
- 2010 -  2°

- 2012 -  2°
- 2014 -  3°
- 2016 -  3°
- 2018 - 8°
- 2022 -  1°